# Hilara neomexicanus
Hilara neomexicanus är en tvåvingeart som först beskrevs av Axel Leonard Melander 1902.  Hilara neomexicanus ingår i släktet Hilara och familjen dansflugor.
Artens utbredningsområde är New Mexico. Inga underarter finns listade i Catalogue of Life.